# Buck Rogers
Buck Rogers es un personaje de ciencia ficción que apareció por primera vez en 1928 como Anthony Rogers. Héroe de dos novelas escritas por Philip Francis Nowlan publicadas en la revista Amazing Stories (Historias asombrosas), es más conocido por convertirse en la primera de las historietas de ciencia ficción, tras su publicación como tira de prensa.
La historieta de Buck Rogers, distribuida por la John F. Dille Co., fue suficientemente popular como para inspirar a otras asociaciones de periódicos a lanzar sus propias historietas de ciencia ficción. La más famosa de estas imitaciones fue Flash Gordon (King Features Syndicate, 1934-2003); otras incluyeron Brick Bradford (Central Press Association, 1933-1987), Don Dixon and the Hidden Empire (Watkins Syndicate, 1935-1941), Speed Spaulding (John F. Dille Co., 1940-1941), y John Carter (United Feature Syndicate, 1941-1943).
Las aventuras de Buck Rogers en historietas, películas, radio y televisión se convirtieron en una parte importante de la cultura popular estadounidense. A Buck Rogers se le atribuye haber llevado a los medios de comunicación populares el concepto de exploración espacial, siguiendo los pasos de pioneros literarios como Julio Verne, H. G. Wells y Edgar Rice Burroughs. Fue el 22 de enero de 1930 cuando Buck Rogers se aventuró por primera vez al espacio a bordo de un cohete en su quinta historia cómica para un periódico, Tiger Men From Mars. Este fenómeno popular fue paralelo al desarrollo de la tecnología espacial en el siglo XX e introdujo a los estadounidenses el concepto del espacio exterior como un entorno familiar para aventuras de capa y espada.

## Amazing Stories
Su primera aparición fue como Anthony Rogers, siendo este el principal personaje de la historia Armageddon 2419 A.D. de Philip Francis Nowlan publicada en el mes de agosto de 1928 en la revista Amazing Stories. En marzo de 1929 fue publicada la secuela de Armageddon 2419 AD que llevó por título The Airlords of Han. En 1933, Nowlan y Dick Calkins escribieron conjuntamente una novela llamada Buck Rogers in the 25th Century, la cual contaba el origen de Buck Rogers y hacía un sumario de sus aventuras.

## Tira de prensa
El relato de Amazing Stories llamó la atención de John F. Dille, presidente del National Newspaper Service Syndicate, quien hizo los arreglos pertinentes para que Philip Nowlan se hiciese también cargo de su versión en tira de prensa para Dille's syndication company. Esta historieta de ciencia ficción, la primera de todas, llevó por nombre Buck Rogers, utilizado por el personaje de ahí en adelante. Dick Calkins sería su dibujante. Para Oscar Masotta:

Buck Rogers, gráficamente hablando, es un Flash Gordon temprano en estilo charleston, esto es, el estilo de un dibujo de aventuras que repudia la caricatura, pero que rechaza al mismo tiempo las enseñanzas del estilo ilustración: una caricatura seria, que traiciona la realidad anatómica de los cuerpos, pero que les concede ciertos toques sexys, en especial a los femeninos, pero también a los masculinos; los cohetes, las armas, las ciudades de Buck Rogers, están dibujadas a la medida humana.

El juicio de Ricardo Aguilera y Lorenzo Díaz sobre la calidad de esta serie fue mucho más duro, pero aun así no dejaron de indicar que su éxito «dio lugar a héroes similares, entre los que destacó Flash Gordon (1934)».
En español, la serie fue publicada en la revista Patoruzito (Argentina, 1945) con el título de Rogelio el Conquistador.

## Programa de radio
En 1932 nació el programa de radio Buck Rogers, el cual fue transmitido cuatro veces a la semana durante 15 años (1932-1947). El programa de radio relataba sus historias en el siglo XXV. Este programa fue producido y dirigido por Carlo de Angelo y más tarde por Jack Johnstone.

## Personajes e Historia

"Buck Rogers" apareció por primera vez en este número de Amazing Stories, de agosto de 1928. La portada ilustra a The Skylark of Space, no a Buck Rogers.

El personaje apareció por primera vez como Anthony Rogers, el personaje central del  Armageddon 2419 AD  de Nowlan. Nacido en 1898, Rogers es un veterano de la Gran Guerra (Primera Guerra Mundial) y en 1927 trabaja para la American Radioactive Gas Corporation investigando informes sobre fenómenos inusuales en las minas de carbón abandonadas cerca de Wyoming Valley en Pensilvania. El 15 de diciembre, se produce un derrumbe mientras se encuentra en uno de los niveles inferiores de una mina. Expuesto al gas radioactivo, Rogers cae en "un estado de animación suspendida, libre de los estragos de los procesos catabólicos, y sin ningún efecto aparente sobre sus facultades físicas o mentales". Rogers permanece en animación suspendida durante 492 años.
Rogers despierta en 2419. Pensando que ha estado dormido solo durante varias horas, deambula durante unos días por bosques desconocidos (lo que había sido Pensilvania casi cinco siglos antes). Se da cuenta de que alguien vestido con ropas extrañas está siendo atacado. Defiende a la persona, Wilma Deering, matando a uno de los atacantes y asustando al resto. En "patrulla aérea", Deering era atacada por una banda enemiga, los Bad Bloods, que presumiblemente se habían aliado con los Hans.
Wilma lleva a Rogers a su campamento, donde conoce a los jefes de su grupo. Se le invita a quedarse con ellos o irse a buscar otros grupos. Esperan que la experiencia y el conocimiento que Rogers adquirió luchando en la Primera Guerra Mundial puedan ser útiles en su lucha contra los Hans, que gobiernan Norteamérica desde 15 grandes ciudades que establecieron en todo el continente. Ignoraron a los estadounidenses, quienes se vieron obligados a valerse por sí mismos en los bosques y las montañas, ya que su tecnología avanzada evitaba la necesidad de mano de obra esclava.
En la secuela, "The Airlords of Han", han pasado seis meses y el cazador es ahora el cazado. Rogers es ahora el líder de un grupo y sus fuerzas, así como las de otras bandas estadounidenses, han rodeado las ciudades y las atacan constantemente. Los "airlords" (señores del aire) están decididos a utilizar su flota de aeronaves para romper el asedio.
En 1933, Nowlan y Calkins coescribieron "Buck Rogers en el siglo 25", una novela que narraba el origen de Buck Rogers y también resumía algunas de sus aventuras. Se incluyó una reimpresión de este trabajo con la primera edición de la novela "Buck Rogers: Una vida en el futuro" (1995) de Martin Caidin.
En la década de 1960, el editor Donald A. Wollheim combinó las dos novelas de Nowlan en una novela de bolsillo, "Armageddon 2419 AD". La edición original de 40 centavos presentaba una portada de Ed Emshwiller.

## Adaptaciones al cine y la televisión
Este personaje ha tenido diversas adaptaciones al cine y la televisión. Por citar algunas, tenemos:
- 1933: Buck Rogers in the 25th Century: an interplanetary battle with the tiger men of Mars, cortometraje de 10 minutos que fue presentado en la Feria Mundial de Chicago (1933-1934).
- 1939: Universal Pictures realizó una serie de 12 películas basadas en la tira cómica.
- 1950 (15 de abril): Buck Rogers, la primera versión televisiva de Buck Rogers transmitida por la cadena de televisión ABC. Se difundió hasta el 30 de enero de 1951.
- 1953 (julio): Duck Dodgers, un capítulo de la Warner Bros que parodiaba a Buck Rogers, que luego se convertiría en una serie oficial.
- 1979 (30 de marzo): Buck Rogers in the 25th Century, película que generaría una serie de televisión seis meses después, de la cadena de televisión NBC.
- 1979 (20 de septiembre): Buck Rogers en el siglo XXV, serie de televisión con 39 episodios, de la cadena de televisión NBC.

## Adaptación a juego de rol
En 1988 TSR, Inc. publicó un escenario de campaña basado en Buck Rogers y titulado Buck Rogers XXVC, aunque en el mundo anglosajón también se le conoce bajo el título Buck Rogers in the 25th Century. Muy pronto se convirtió en un juego de rol comercializado independientemente del escenario de campaña. En 1995, en España, el juego fue traducido y publicado por Ediciones Zinco bajo el título Buck Rogers, acción en el siglo XXV, pero no obtuvo el éxito esperado.

## Adaptación a videojuego
Existe también un videojuego de 1991 titulado Buck Rogers countdown to doomsday y desarrollado por Electronic Arts para la videoconsola Megadrive, de la compañía SEGA.